# هری مالین
هری مالین (انگلیسی: Harry Mallin; ۱ ژوئن ۱۸۹۲ – ۸ نوامبر ۱۹۶۹) بوکسور اهل بریتانیا بود.